# Kolhjälmspindel
Kolhjälmspindel (Dipoena braccata) är en spindelart som först beskrevs av Carl Ludwig Koch 1841.  Kolhjälmspindel ingår i släktet Dipoena och familjen klotspindlar. Enligt den svenska rödlistan är arten otillräckligt studerad i Sverige. Arten förekommer på Gotland. Artens livsmiljö är skogslandskap. Inga underarter finns listade i Catalogue of Life.